# Briffons
Briffons est une commune française située dans le département du Puy-de-Dôme, en région Auvergne-Rhône-Alpes.

## Géographie
La commune de Briffons est arrosée par la Clidane et par le ruisseau de Cornes qui y prennent leur source.
La commune est divisée en trois secteurs :
- le bourg, divisé en quatre quartiers,
- la commune haute,
- la commune basse.

### Le bourg
Le bourg est divisé en quatre quartiers :
- la place,
- les Bûchoux,
- les Pelots,
- les Pouyeux ; le quartier des Pouyeux fut quelquefois appelé le quartier des Rentiers. Les habitants de ce quartier n'étant pas tous paysans, il y avait deux menuisiers, un scieur, une couturière, une modiste, c'était la raison de cette appellation.

### Villages de la commune haute
- Barreix
- Bourgeade
- Chanonet
- Farges
- la Grange
- Moulin de Donnat
- Moulin de Feuillade
- Moulin de Mathieu
- la Nugère
- Petit Barreix
- chez Roulet
- Soulier
- Taillardat

### Villages de la commune basse
- Bourdelas
- le Camp
- Combas
- le Goudet
- chez Jallat
- Laluger et le Pré Neuf
- Larfeuille
- Muratel et le Murguet
- le Ribeyroux
- Rozet

### Communes limitrophes
| Saint-Germain-près-Herment             | Sauvagnat — Tortebesse  | Prondines, Heume-l'Église |
| Lastic                                 | Briffons                | Perpezat                  |
| enclave de Bourg-Lastic, Saint-Sulpice | Saint-Julien-Puy-Lavèze | Laqueuille                |

### Climat
Pour des articles plus généraux, voir Climat d'Auvergne-Rhône-Alpes et Climat du Puy-de-Dôme.
En 2010, le climat de la commune est de type climat de montagne, selon une étude du Centre national de la recherche scientifique s'appuyant sur une série de données couvrant la période 1971-2000. En 2020, Météo-France publie une typologie des climats de la France métropolitaine dans laquelle la commune est exposée à un climat de montagne ou de marges de montagne et est dans la région climatique  Ouest et nord-ouest du Massif Central, caractérisée par une pluviométrie annuelle de 900 à 1 500 mm, maximale en automne et en hiver. 
Pour la période 1971-2000, la température annuelle moyenne est de 8 °C, avec une amplitude thermique annuelle de 14,8 °C. Le cumul annuel moyen de précipitations est de 1 261 mm, avec 13,3 jours de précipitations en janvier et 9,1 jours en juillet. Pour la période 1991-2020, la température moyenne annuelle observée sur la station météorologique de Météo-France la plus proche, « Saint-Sulpice », sur la commune de Saint-Sulpice à 6 km à vol d'oiseau, est de 9,4 °C et le cumul annuel moyen de précipitations est de 1 001,7 mm,. Pour l'avenir, les paramètres climatiques de la commune estimés pour 2050 selon différents scénarios d'émission de gaz à effet de serre sont consultables sur un site dédié publié par Météo-France en novembre 2022.

## Urbanisme

### Typologie
Au 1er janvier 2024, Briffons est catégorisée commune rurale à habitat très dispersé, selon la nouvelle grille communale de densité à sept niveaux définie par l'Insee en 2022.
Elle est située hors unité urbaine et hors attraction des villes,.

### Occupation des sols
L'occupation des sols de la commune, telle qu'elle ressort de la base de données européenne d’occupation biophysique des sols Corine Land Cover (CLC), est marquée par l'importance des territoires agricoles (54,3 % en 2018), une proportion sensiblement équivalente à celle de 1990 (53,6 %). La répartition détaillée en 2018 est la suivante : forêts (39,6 %), prairies (32,4 %), zones agricoles hétérogènes (21,9 %), milieux à végétation arbustive et/ou herbacée (3,9 %), zones industrielles ou commerciales et réseaux de communication (1,3 %), zones urbanisées (0,8 %). L'évolution de l’occupation des sols de la commune et de ses infrastructures peut être observée sur les différentes représentations cartographiques du territoire : la carte de Cassini (XVIIIe siècle), la carte d'état-major (1820-1866) et les cartes ou photos aériennes de l'IGN pour la période actuelle (1950 à aujourd'hui).

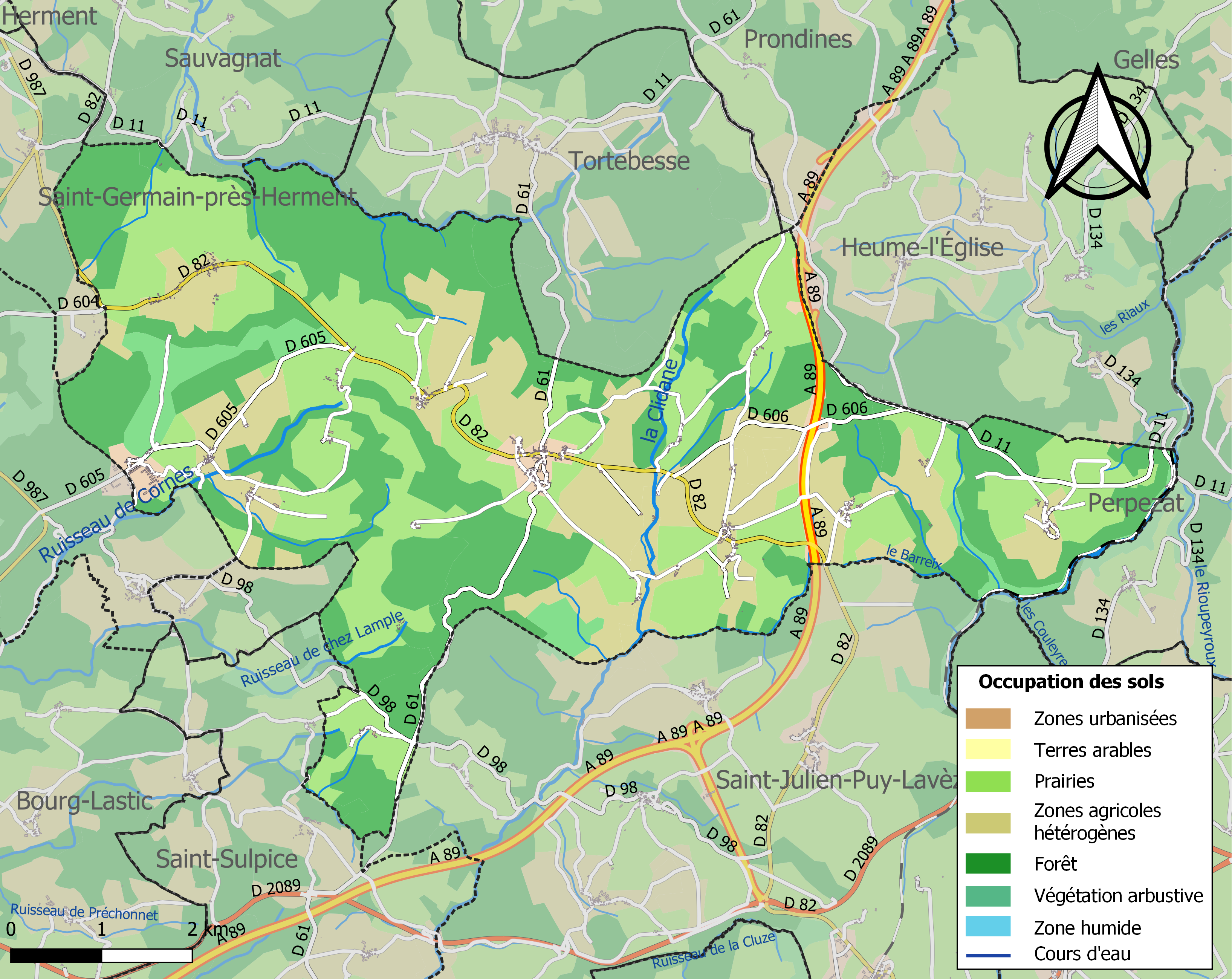
Carte des infrastructures et de l'occupation des sols de la commune en 2018 (CLC).

## Politique et administration

### Découpage territorial
La commune de Briffons est membre de la communauté de communes Chavanon Combrailles et Volcans, un établissement public de coopération intercommunale (EPCI) à fiscalité propre créé le 1er janvier 2017 dont le siège est à Pontaumur. Ce dernier est par ailleurs membre d'autres groupements intercommunaux. Jusqu'en 2016, elle faisait partie de la communauté de communes Sioulet-Chavanon.
Sur le plan administratif, elle est rattachée à l'arrondissement de Riom depuis 2017, à la circonscription administrative de l'État du Puy-de-Dôme et à la région Auvergne-Rhône-Alpes. Avant mars 2015, elle faisait partie du canton de Bourg-Lastic.
Sur le plan électoral, elle dépend du canton de Saint-Ours pour l'élection des conseillers départementaux, depuis le redécoupage cantonal de 2014 entré en vigueur en 2015, et de la deuxième circonscription du Puy-de-Dôme pour les élections législatives, depuis le dernier découpage électoral de 2010 (troisième circonscription avant 2010).

### Élections municipales et communautaires

#### Élections de 2020
Le conseil municipal de Briffons, commune de moins de 1 000 habitants, est élu au scrutin majoritaire plurinominal à deux tours avec candidatures isolées ou groupées et possibilité de panachage. Compte tenu de la population communale, le nombre de sièges à pourvoir lors des élections municipales de 2020 est de 11. La totalité des candidats en lice est élue dès le premier tour, le 15 mars 2020, avec un taux de participation de 69,81 %.

#### Chronologie des maires
| Période                                  | Période                    | Identité                   | Étiquette | Qualité                         |
| ---------------------------------------- | -------------------------- | -------------------------- | --------- | ------------------------------- |
| Les données manquantes sont à compléter. |                            |                            |           |                                 |
| 1794                                     | 1798                       | Barthélémy-Antoine Barrier |           |                                 |
| 1801                                     | 1803                       | Michel Barrier             |           |                                 |
| 1804                                     | 1812                       | Antoine Quainon            |           |                                 |
| 1812                                     | 1813                       | Antoine Genestine          |           |                                 |
| 1813                                     | 1815                       | Annet Quainon              |           |                                 |
| 1815                                     | 1818                       | Antoine Barrier            |           |                                 |
| 1819                                     | 1826                       | Antoine Genestine          |           |                                 |
| 1826                                     | 1835                       | Antoine Barrier            |           |                                 |
| 1836                                     | 1843                       | Antoine Faure              |           |                                 |
| 1843                                     | 1853                       | Michel Desortiaux          |           |                                 |
| 1853                                     | 1894                       | Henry Souchal              |           |                                 |
| 1894                                     | 1922                       | Jean Quainon               |           |                                 |
| 1922                                     | 1925                       | François Gometon           |           |                                 |
| 1925                                     | 1945                       | François Donnat            |           |                                 |
| 1945                                     | 1977                       | Adrien Servolle            |           |                                 |
| 1977                                     | 1995                       | Jean-Marie Poujat          |           |                                 |
| 1995 (réélu en mars 2014)                | 2020                       | Jean-Pierre Legoy          |           |                                 |
| 2020                                     | En cours (au 29 août 2021) | Pascale Souchal            |           | Adjointe technique territoriale |

## Population et société

### Démographie
L'évolution du nombre d'habitants est connue à travers les recensements de la population effectués dans la commune depuis 1793. Pour les communes de moins de 10 000 habitants, une enquête de recensement portant sur toute la population est réalisée tous les cinq ans, les populations de référence des années intermédiaires étant quant à elles estimées par interpolation ou extrapolation. Pour la commune, le premier recensement exhaustif entrant dans le cadre du nouveau dispositif a été réalisé en 2006.

En 2022, la commune comptait 265 habitants, en évolution de −2,21 % par rapport à 2016 (Puy-de-Dôme : +2,1 %, France hors Mayotte : +2,11 %).
| 1793 | 1800 | 1806  | 1821  | 1831  | 1836  | 1841 | 1846 | 1851 |
| ---- | ---- | ----- | ----- | ----- | ----- | ---- | ---- | ---- |
| 989  | 965  | 1 023 | 1 200 | 1 027 | 1 007 | 956  | 942  | 945  |

| 1856 | 1861 | 1866 | 1872 | 1876 | 1881 | 1886 | 1891 | 1896 |
| ---- | ---- | ---- | ---- | ---- | ---- | ---- | ---- | ---- |
| 908  | 897  | 900  | 856  | 843  | 848  | 911  | 846  | 812  |

| 1901 | 1906 | 1911 | 1921 | 1926 | 1931 | 1936 | 1946 | 1954 |
| ---- | ---- | ---- | ---- | ---- | ---- | ---- | ---- | ---- |
| 851  | 825  | 824  | 702  | 670  | 697  | 671  | 665  | 657  |

| 1962 | 1968 | 1975 | 1982 | 1990 | 1999 | 2006 | 2011 | 2016 |
| ---- | ---- | ---- | ---- | ---- | ---- | ---- | ---- | ---- |
| 648  | 582  | 509  | 415  | 369  | 335  | 333  | 297  | 271  |

| 2021 | 2022 | - | - | - | - | - | - | - |
| ---- | ---- | - | - | - | - | - | - | - |
| 264  | 265  | - | - | - | - | - | - | - |

## Culture locale et patrimoine

### Lieux et monuments

#### La mine du Beix
Le Beix est une mine de spath fluor sur la commune de Saint-Germain-près-Herment, à la limite de Briffons (lieu-dit actuel : le Betz). L’exploitation a commencé au début du XXe siècle. Elle employait presque 100 ouvriers dont un tiers étaient de la commune de Briffons. C'est le proche village de Rozet qui lui a fourni nombre d'ouvriers et d'ouvrières. La mine a tourné jusqu’en 1944, puis elle fut sabotée par les résistants et son exploitation ne reprit qu’en 1948.[réf. nécessaire]
Les femmes étaient embauchées pour laver et trier la pierre. Les ouvriers du fond travaillaient par roulement de trois-huit, mais pas en continu : quelquefois, le poste de nuit ne travaillait pas. Une pause casse-croûte d'un quart d'heure était comprise dans la journée pour les équipes du fond. Par contre les équipes en surface devaient faire un quart d'heure de plus pour bénéficier du temps du casse-croûte, celui-ci tiré de la musette bien sûr.[réf. nécessaire]
La mine a fermé en 1977.

#### L'église

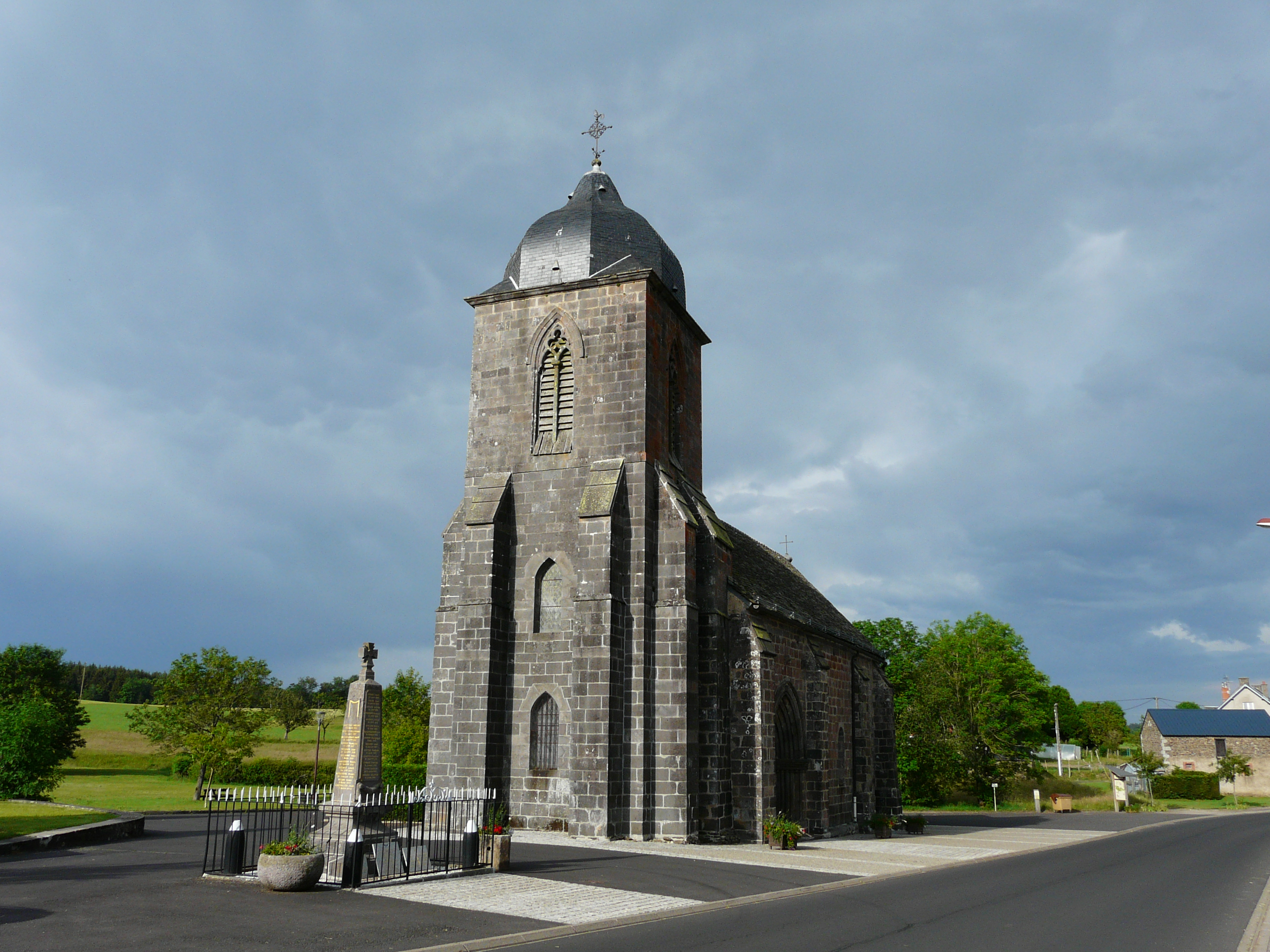
L'église Sainte-Madeleine.

L'église Sainte-Madeleine remonte au XIIe siècle. À cette époque un prieuré dépendant de l'abbaye bénédictine de Port-Dieu (sur la rive limousine de la Dordogne - la Corrèze actuelle) y fut fondé (Prioratum d'Aprifontis). Profondément transformée en style gothique au XVe siècle, l'église a reçu un nouveau clocher au XIXe siècle. En 1719, le prieur la légua au petit séminaire de Clermont-Ferrand, à charge pour ce dernier d'instruire gratuitement de jeunes gens. Elle est inscrite au titre des monuments historiques par arrêté du 21 août 1992.
Sauf quelques terres appartenant à la chartreuse du Port-Sainte-Marie (canton de Pontgibaud), Briffons dépendait de la seigneurie de Roche-fort, son prieur devait lui rendre hommage. Le village dut beaucoup souffrir de la guerre au XIVe siècle, comme toutes les montagnes occidentales du département. Un bois a conservé le nom de bois des Anglais, on dit que c'était là qu'ils se cachaient et préparaient leurs expéditions de pillage.

#### Le château
À la fin du XVIe siècle, le prieur fit construire le château de Briffons, une maison forte consistant en un grand corps de logis flanqué de deux tours rondes dans les angles de la façade principale.

Dans le village de Briffons
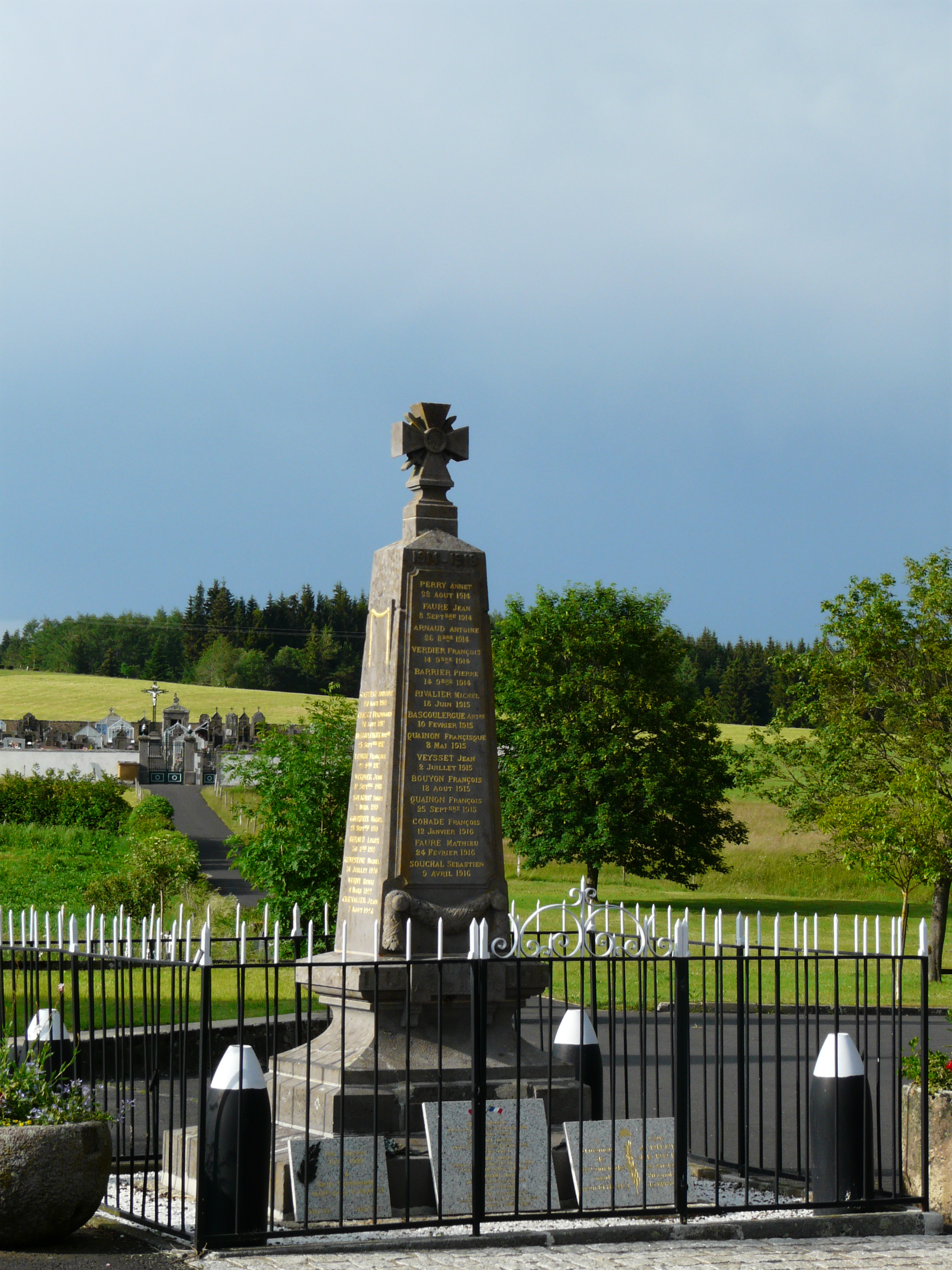
Le monument aux morts.
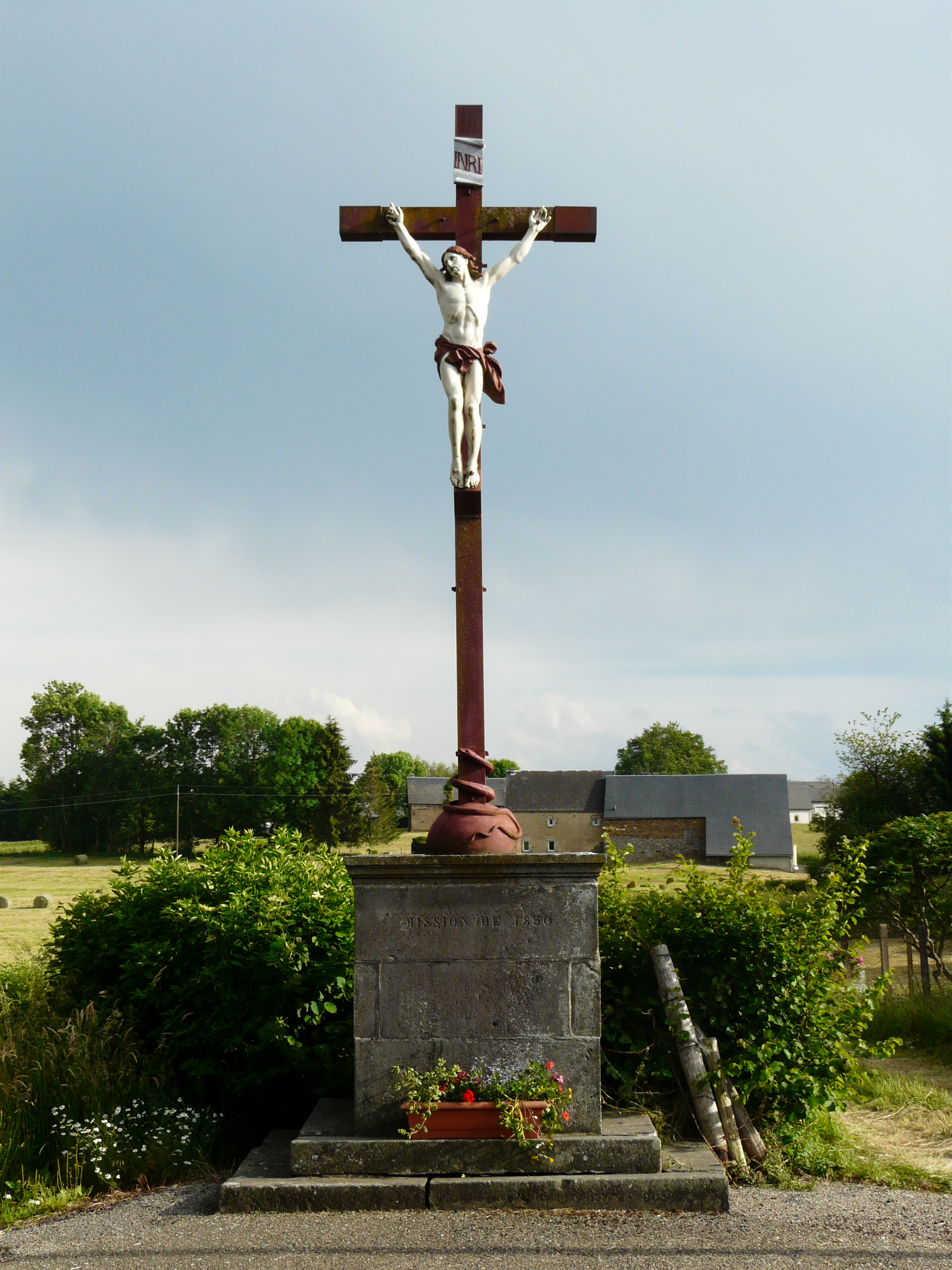
Croix de mission de 1850.

### Héraldique
Le blason de Briffons est composé de :
- en haut à gauche : la croix de Malte sur argent, signifiant qu’une commanderie de cet ordre était établie sur la commune.
- en haut à droite : une fontaine sur azur, faisant référence à l’étymologie de Briffons, brevis fons (petite fontaine).
- en bas à droite : l'étui de crosse sur argent, symbolisant le prieuré de Saint-Benoît.
- en bas à gauche : le vase de parfum sur azur, étant l'attribut de sainte Madeleine, sainte patronne de Briffons.

| Blason de Briffons | Blason  | Écartelé, au 1, d'argent à la croix de Malte de gueules, au 2, d'azur à la fontaine d'argent sortant d'une vasque d'or, au 3, d'azur à un vase de parfum d'or, au 4, d'argent à l'étui de crosse de gueules. |
| Blason de Briffons | Détails | Le statut officiel du blason reste à déterminer. |